# Alfred Alessandrescu

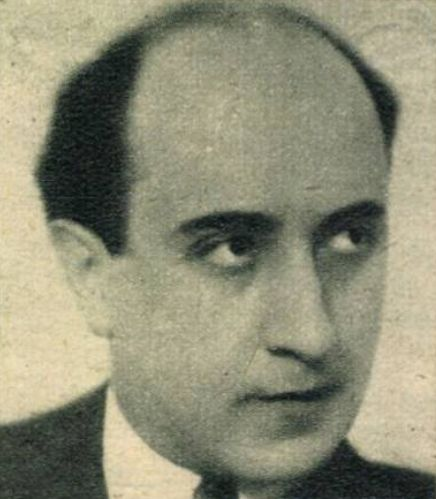
Alfred Allesandrescu (1893–1959)

Alfred Alessandrescu (* 2. August 1893 in Bukarest; † 18. Februar 1959 ebenda) war ein rumänischer Komponist, Dirigent, Pianist, Musikwissenschaftler, Hochschullehrer und Musikkritiker.

## Leben
Nachdem er 1903–1911 am  Bukarester Konservatorium (der heutigen Nationalen Musikuniversität) bei Dumitru Georgescu Kiriacl, Alfonso Castaldi, Emilia Saegiu und Dimitrie Dinicu studiert hatte, setzte Alfred Alessandrescu seine Ausbildung in Paris bei Vincent d’Indy an der Schola Cantorum und bei Paul Vidal am Conservatoire de musique et de déclamation fort. Parallel dazu besuchte er Kurse an der juristischen Fakultät in Paris, brach diese jedoch aufgrund des Ausbruchs des Ersten Weltkriegs ab. 1920 war er Gründungsmitglied des Rumänischen Komponistenverbands (Societatea compozitorilor români). In späteren Jahren beendete er das Komponieren zugunsten seiner vielfältigen anderen Aufgaben.
1915 gab Alessandrescu sein Debüt als Dirigent bei der Bukarester Philharmonie (seit 1955 Staatsphilharmonie „George Enescu“). Er arbeitete als Dirigent (1926–1940) und stellvertretender Leiter (1926–1937) bei der Philharmonie und trat als Kammermusikpianist (1919–1945) und Dirigent an der Oper in Bukarest (1921–1959) auf. 1932–1934 war er Professor für Musiktheorie und 1938–1939 für Harmonielehre und Kontrapunkt am Bukarester Konservatorium. 1933–1938 und 1945–1947 war er Musikdirektor beim Rumänischen Rundfunk, 1933–1959 künstlerischer Leiter des Radio-Symphonieorchesters Bukarest. 
Neben seiner Tätigkeit als Komponist und ausübender Musiker war er Repräsentant des Ministeriums für öffentliche Bildung für Fragen des Musikbereichs. Er war Musikkorrespondent für das Monatsjournal Musica und die Zeitung Comœdia in Paris, Il Pianoforte in Turin, Musical Courier in New York und The Chesterian in London. Außerdem schrieb er als ständiger Musikkolumnist für die Bukarester französischsprachigen Zeitungen L’Orient und L’Independance Roumaine. Er übersetzte viele Libretti ins Rumänische und schrieb Theaterprogramme an der Rumänischen Oper in Bukarest. Weiters arbeitete er an musikwissenschaftlichen Publikationen wie den Bänden Muzica romaneasca de azi (Die heutige rumänische Musik) von Petre Nițulescu und 25 Jahre rumänischer Musik von Ion Dumitrescu mit. Auch lieferte er wichtige Analysen zum Werk von George Enescu (Scrieri despre George Enescu – Schriften über George Enescu, 1958).

## Werke (Auswahl)

### Orchester
- Amurg de toamnă (Herbstdämmerung). Skizze für Streichorchester (1910)[2]
- Didona (Dido). Sinfonische Dichtung nach Vergils Aeneis (1911)
- Rumänische Fantasie (1913)
- Acteon (Aktaion). Sinfonische Dichtung (1915)

### Solo- und Kammermusik
- Sonate für Violine und Klavier (1914)
- Adagio für zwei Violinen und Klavier (1916)
- Streichquartett (1921)
- Stücke für Klavier u. a.

### Vokalmusik
- Lieder für Singstimme und Klavier nach Texten von Elena Văcărescu, Tristan Klingsor, Edmond Rostand, Alfred de Musset, Henri de Régnier